# Alan King Tennis Classic 1976
L'Alan King Tennis Classic 1976 è stato un torneo di tennis giocato sul cemento. È stata la 5ª edizione dell'Alan King Tennis Classic, che fa parte del Commercial Union Assurance Grand Prix 1976. Si è giocato a Las Vegas negli USA, dal 10 al 16 maggio 1976.

## Partecipanti

### Teste di serie
| Nazionalità | Giocatore       | Ranking | Testa di serie |
| ----------- | --------------- | ------- | -------------- |
| Stati Uniti | Jimmy Connors   | 1       | 1              |
| Stati Uniti | Arthur Ashe     | 4       | 2              |
| n/a         |                 |         | 3              |
| Italia      | Adriano Panatta | 14      | 4              |
| Stati Uniti | Roscoe Tanner   | 9       | 5              |
| Australia   | Ken Rosewall    | 6       | 6              |
| Australia   | John Newcombe   | 20      | 7              |
| Stati Uniti | Harold Solomon  | 17      | 8              |
| Australia   | Ross Case       | 27      | 9              |
| Stati Uniti | Robert Lutz     | 22      | 10             |
| n/a         |                 |         | 11             |
| Stati Uniti | Stan Smith      | 21      | 12             |
| Stati Uniti | Brian Gottfried | 23      | 13             |
| Stati Uniti | Dick Stockton   | 30      | 14             |
| Stati Uniti | Tom Gorman      | 45      | 15             |
| Stati Uniti | Cliff Richey    | 32      | 16             |

## Campioni

### Singolare
Jimmy Connors hanno battuto in finale  Ken Rosewall con il punteggio di 6–1, 6–3

### Doppio
Arthur Ashe /  Charlie Pasarell hanno battuto in finale  Robert Lutz /  Stan Smith con il punteggio di 6–4, 6–2